# 春山幹介
春山 幹介（はるやま みきすけ、1992年12月8日 - ）は、日本の元俳優である。活動当時は劇団ひまわりとフロム・ファーストプロダクションに所属していた。
東京都出身。血液型AB型。近視のため、私生活では眼鏡をかけている。

## 出演

### テレビドラマ
- ロマンス（1999年、読売テレビ） - 筧裕太 役
- 探偵 左文字進（1999年、TBS） - 橋爪裕太 役
- はみだし刑事情熱系PART3.21話 (1999年3月3日、テレビ朝日)
- 松本清張特別企画・影の車（2001年、TBS） - 浜島幸雄（幼少期） 役
- ルーキー! 第1・2・4・5・6話（2001年、関西テレビ） - 望月健太 役
- 私の青空2002（2002年、NHK）
- 探偵家族 第1話（2002年、日本テレビ） - 和也 役
- Dr.コトー診療所（2003年、フジテレビ） - 山下邦夫 役
  - Dr.コトー診療所2004（2004年、フジテレビ） - 山下邦夫 役
  - Dr.コトー診療所2006（2006年、フジテレビ） - 山下邦夫 役
- 川、いつか海へ 6つの愛の物語 第3夜（2003年、NHK） - 田辺修 役
- 牡丹と薔薇 第10 - 18話（2004年、東海テレビ） - 三上和人 役
- 奥さまは魔女リターンズ（2004年、TBS） - 鈴木祥太郎 役
- 四谷くんと大塚くん/天才少年探偵登場の巻（2004年、TBS） - 大塚学 役
- あいくるしい（2005年、TBS） - 花井耕作 役
- その男、副署長〜京都河原町署事件ファイル〜（2007年、テレビ朝日） - 藤原拓海 役
- 佐々木夫妻の仁義なき戦い 第3話（2008年、TBS）
- ロス:タイム:ライフ 第9節「ひきこもり編」（2008年、フジテレビ） - 三浦謙太郎（少年期）役
- 東京少女瓜生美咲 第4話「ロミオと美咲」（2008年、BS-i） - 呂実雄 役
- 相棒 Season7 第18話（2009年、テレビ朝日） - 八木下卓也 役

### 映画
- 疵（1998年）
- 蛮王（1999年）
- 安藤組外伝 掟（2000年） - 長坂義明 役
- ピンチランナー（2000年）
- ゴジラ・モスラ・キングギドラ 大怪獣総攻撃（2001年） - 立花泰三（幼少）役[1]
- MOON CHILD（2003年） - トシ（幼少）役
- かにゴールキーパー（2006年） - 浦田真一 役
- 幸福な食卓（2006年）
- 感染列島（2009年）
- 僕らのワンダフルデイズ（2009年）

### CM
- ベネッセコーポレーション「進研ゼミ小学講座」

## 後任
- 前田公輝 - 山下邦夫（劇場版『Dr.コトー診療所』）